# Utzenfeld
Utzenfeld è un comune tedesco di 659 abitanti, situato nel land del Baden-Württemberg.